# Островно (озеро, Бояриновская волость Себежского района)
Островно (Островно IV) или Олисово — озеро в Бояриновской волости Себежского района Псковской области, к западу от озера Свибло.
Площадь — 1,8 км² (184,8 га, с островами — 185,0 га), максимальная глубина — 6,0 м, средняя глубина — 2,9 м. Площадь водосборного бассейна — 15,91 км².
Вблизи озера расположены деревни: Олисово и Островно.
Сточное. Относится к бассейну реки Свиблянка, притока Неведрянки, которая впадает в Великую.
Тип озера лещово-плотвичный. Массовые виды рыб: щука, лещ, плотва, окунь, густера, ерш, красноперка, карась, линь, язь, вьюн, пескарь, щиповка, налим; широкопалый рак (единично).
Для озера характерны: в литорали — песок, камни, галька, заиленный песок, глина, в центре — ил, заиленный песок, камни.